# بستان الدم (فلم)
بستان الدم هو فيلم مصري، من تأليف احمد صالح وإخراج اشرف فهمي، ومن إنتاج حسين الصباح، ومن توزيع الدقي فيديو فيلم والشركة اللبنانية للتجارة بطولة كل من يسرا، وعزت العلايلي، والهام شاهين، وعادل ادهم، صلاح نظمي ومدير التصوير سعيد شيمي.

## ملخص القصة
تسافر نادية مع زوجها كمال إلى تونس للإسترخاء بعد تماثلها للشفاء من مرضها النفسي، وتشاهد نادية أكثر من جريمة أمامها، وعند الاتصال بالشرطة، يتضح أن الأمر ليس سوى وهم، إلا أن نادية تصر على أنه حقيقة، وتتعرف نادية بالجنايني المصري بركة الذي يكشف لها حقيقة ما يجرى.

## تمثيل
- يسرا (نادية)[1][2]
- عزت العلايلي (كمال)
- إلهام شاهين (أمينة)
- عادل أدهم (بركة)
- رشاد خميس (مسعود)
- صلاح نظمي (رؤوف)
- إبراهيم عبدالرازق (عفت)
- حسني عبد الجليل (حسين أبو الروس)
- حمدي يوسف (الحسيني)
- سعيد طرابيك (المحقق)

### صوت
- جميل عزيز (مهندس الصوت)
- سيد حامد (تسجيل الصوت)
- ستوديو امباير (تسجيل الموسيقى)
- نبيل دراز (مؤثرات صوتية)
- محمد سليمان (م. صوت)
- إبراهيم طاهر (م. صوت)

### مونتاج
- فتحي داود (مونتير)
- عادل شكري (نيجاتيف)
- منى الأرناؤوطي (مركب الفيلم)
- عماد عمر (مركب الفيلم)

### إخراج
- أشرف فهمي (مخرج)
- إسماعيل جمال (مساعد مخرج)
- حسين فتحي (ملاحظ سيناريو)

### ماكياج
- رمضان إمام (ماكيير)
- جمال رمضان (ماكيير)
- سيد حماد (كوافير)

### توزيع
- الدقي فيديو فيلم (موزع فيديو)
- الشركة اللبنانية للتجارة والاستثمار السينمائي (صبّاح إخوان) (موزع خارجي)
- المصرية اللبنانية للتجارة والسينما (موزع داخلي)

### تصوير
- سعيد شيمي (مدير التصوير)
- شريف إحسان (م. مصور)

معمل
- مصر للإستوديوهات والإنتاج السينمائي (مصر للاستوديوهات) (الطبع والتحميض)
- سعد عبد الرحمن (مدير عام المعامل)

### إنتاج
- حسين الصباح (منتج)
- صلاح خطاب (منتج منفذ)

### تأليف
- أحمد صالح (مؤلف)
- أدوار متعددة
- حسن الشاعر (مؤثرات حية)

### كاستينج
- علي أيوب (ريجيسير)

### فوتوغرافيا
- محمد بكر (مصور فوتوغرافيا)

### موسيقى
- عمر خيرت (موسيقى تصويرية)

### جرافيكس
- رضا جبران